# Imani Coppola
Imani Francesca Coppola (* 6. April 1978 in New York) ist eine US-amerikanische Popsängerin und Rapperin.

## Biografie
Coppola stammt aus einer musikalischen Familie, ihr Vater war ein begeisterter Jazzmusiker und sie lernte wie ihre Geschwister in ihrer Jugend Geige. Sie studierte Musik an der State University in New York und kam in dieser Zeit zu einem Plattenvertrag mit Columbia Records. 1997 hatte sie ihren ersten Erfolg mit der Single Legend of a Cowgirl. Das Lied war ein Hip-Hop-Song, der auf einem Sample aus Sunshine Superman von Donovan basierte. Es wurde ein Top-40-Hit in den USA und kam anschließend auch in vielen anderen Ländern in die Charts. Ihr Debütalbum Chupacabra konnte allerdings nicht davon profitieren und blieb trotz guter Kritiken ohne Erfolg.
Danach versuchte sie, musikalisch ihre eigenen Vorstellungen zu behaupten, konnte sich aber gegen ihr Label Columbia Records nicht durchsetzen, weshalb es zu keiner weiteren Veröffentlichung und dem Ende des Plattenvertrags kam. Sie arbeitete hauptsächlich als klassische Violinistin, setzte aber ihre Popkarriere selbstständig fort und produzierte aber auch weiterhin eigene Platten im Eigenvertrieb. 2001 hatte Imani Coppola zusammen mit den Baha Men mit You All Dat einen weiteren internationalen Hit.
Zwischen 2000 und 2007 nahm sie sieben Alben auf, die sie meist selbst über ihre Webseite vertrieb. Zwei davon konnte sie bei professionellen Labels unterbringen, Afrodite (2004) bei Mental Records und The Black and White Album (2007) bei Ipecac Recordings. Ipecac ist das Label von Mike Patton, in dessen Projekt Peeping Tom sie als Sängerin und Geigerin mitwirkte.

### Little Jackie

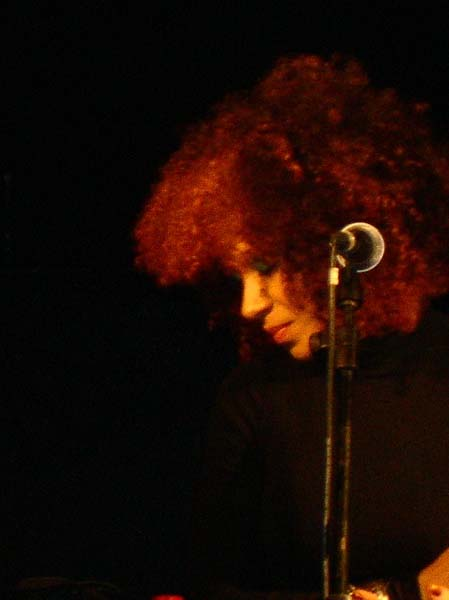
Konzert in Mailand im Jahr 2007

2008 tat sich Imani Coppola mit Adam Pallin zusammen, den sie über ihren Produzenten Michael Mangini kennengelernt hatte. Der Multiinstrumentalist und DJ Pallin hatte schon mit Tom Jones und Elliot Yamin von American Idol zusammengearbeitet. Sie gründeten das Duo Little Jackie, wobei der Name unter anderem in Anlehnung an den Song Little Jackie Wants to Be a Star von Lisa Lisa & Cult Jam entstand. Musikalisch griffen sie auf Soul der Spät-60er und Hip-Hop zurück und produzierten so das Album The Stoop. Die vorab veröffentlichte Single The World Should Revolve Around Me wurde im August 2008 ein Hit in Großbritannien. Der Erfolg des Albums blieb aber deutlich hinter den Erwartungen zurück.

## Diskografie
Alben
- Chupacabra (1997)
- Afrodite (2004)
- The Black and White Album (2007)
- The Stoop (2008)

Singles
- Legend of a Cowgirl (1997)
- I’m a Tree (1997)
- You All Dat / Baha Men with Imani Coppola (2001)
- The World Should Revolve Around Me (2008)